# Scaptomyza fuscifrons
Scaptomyza fuscifrons är en tvåvingeart som beskrevs av Walter Leopold Victor Hackman 1962. Scaptomyza fuscifrons ingår i släktet Scaptomyza och familjen daggflugor. Inga underarter finns listade i Catalogue of Life.